# 广州远洋宾馆
广州远洋宾馆（英語：Ocean Hotel Guangzhou）位于中国广州市环市东路412号，是一间四星级宾馆。
宾馆由广州远洋运输有限公司与香港招商局集团友联有限公司合资经营，于1986年8月开业。
主楼高80米，23层、南面群楼高4层，呈凹腰鼓型、海蓝色，突出海洋特色。占地面积2800平方米，建筑面积2.1万平方米，有客房290套，还有餐厅、会议中心、商场等。

## 地理位置
酒店附近的購物中心——東山廣場、友誼商店、麗柏廣場、王府井百貨。
酒店至天河城、天河體育中心約20分鐘車程，距機場約50分鐘車程。

## 配套設施
賓館客房均配備液晶電視、電子保險箱、可收看50套衛星電視節目的閉路電視。 精英房亦配有液晶電腦。
賓館內海龍廳餐廳提供魚翅、鮑魚、燕窩、粵菜、廣東地方風味時令食物；風帆西餐廳經營西餐，配有咖啡廊及酒吧。
賓館內設有不同規格的會議室，可容納10至600人。 均配備投影儀、電子白板及音響設備。